# Batalla de Grecia
La batalla de Grecia u Operación Marita fue la invasión del Reino de Grecia por las fuerzas del Eje durante la Segunda Guerra Mundial. Se enfrentaron a los aliados (Grecia y la Commonwealth). La batalla de Grecia dio comienzo el 28 de octubre de 1940 con la invasión de Grecia por la Italia fascista y concluyó con la caída de Kalamata, en el Peloponeso, el 28 de abril de 1941. Con la batalla de Creta y algunas otras acciones navales, la batalla de Grecia forma parte del teatro de operaciones egeo de la Campaña de los Balcanes.
Italia invade Grecia el 28 de octubre de 1940 desde Albania, país que había ocupado previamente en abril de 1939. Sin embargo, el ejército griego demuestra que es capaz de resistir e incluso de contraatacar, forzando al ejército italiano a la retirada. Hacia mediados de diciembre, los griegos, a su vez, ocupan la cuarta parte de Albania. En marzo de 1941, una nueva ofensiva italiana fracasa, poniendo así fin a las aspiraciones italianas.
El 6 de abril de 1941, Alemania invade Grecia desde Bulgaria con la finalidad de dotar de más seguridad a su flanco sur. El ejército griego, muy inferior tanto en hombres como en equipamiento se hunde, y Atenas cae el 27 de abril de 1941, mientras la Commonwealth logra evacuar cerca de cincuenta mil soldados. Tras la finalización de la batalla de Grecia, el país es dividido en tres zonas de ocupación, entre Alemania, Bulgaria e Italia, hasta la retirada de las tropas alemanas en octubre de 1944.
La batalla de Grecia es considerada por algunos historiadores como una batalla decisiva en el curso de la Segunda Guerra Mundial, ya que la invasión de Grecia hizo imposible un acuerdo entre Hitler y Stalin con respecto a sus respectivas esferas de influencia militar.

## Preludio
A finales de 1940, Alemania había ocupado la mayor parte de Europa occidental. Celoso de las victorias de su aliado, Mussolini quiere demostrar que puede llevar a Italia a unas conquistas militares similares. En 1939, Italia ha ocupado ya Albania y algunos territorios de la Commonwealth británica en África del norte. Mussolini, que considera que el sur de Europa debe formar parte de la esfera de influencia italiana, decide invadir Grecia, considerándola un adversario fácil.

### Invasión italiana y contraataque griego

El contraataque griego en Albania y la fallida ofensiva italiana de la primavera de 1941.

El 28 de octubre de 1940, el embajador de Italia en Grecia, Emanuele Grazzi presenta un ultimátum al primer ministro griego, Ioannis Metaxas. Mussolini exige el libre paso de sus tropas para ocupar lugares estratégicos no definidos en el territorio griego. Metaxas rechaza dicho ultimátum, un hecho conmemorado desde entonces en Grecia como el Día del No. Los italianos invaden Grecia desde Albania antes incluso del fin del ultimátum.
Los italianos atraviesan el río Kalamas y se dirigen hacia Ioannina, pero son rápidamente rechazados por el ejército griego, que inicia además la persecución de los italianos en retirada, primero en el territorio griego y luego en el interior de la propia Albania. Tras tres semanas de ofensiva, el territorio griego ha sido totalmente liberado y el contraataque continúa. Dicho contraataque es victoriosamente proseguido por los griegos, sin que sean frenados siquiera por la llegada de refuerzos italianos. Korçë, la mayor ciudad de Albania, es tomada por los griegos el 13 de noviembre, Pogradec y Argirocastro el 4 de diciembre, Himara el 24 y Këlcyrë el 10 de enero.

### Segunda ofensiva italiana
Tras unas semanas de luchas infructuosas durante el invierno de 1940-1941, Italia lanza una segunda ofensiva el 9 de marzo de 1941. A pesar de la superioridad del ejército italiano, la ofensiva fracasa una vez más y, tras solo una semana, con doce mil muertos, Mussolini pone fin a la ofensiva. Abandona Albania doce días más tarde y deja a Alemania que se plantee su intervención. Tras seis meses de combates contra los italianos, el ejército griego, aunque vencedor, está agotado y es incapaz de resistir una eventual invasión alemana. Además, la mayor parte del ejército griego está estacionado en Albania y no puede maniobrar para luchar eficazmente contra una nueva invasión.

### Decisión alemana de intervenir
Siete días después del comienzo de los combates, el 4 de noviembre, cuando hacía cuatro días que las primeras tropas británicas habían desembarcado en Creta y Lemnos —sin petición oficial del Gobierno griego, que temía la reacción alemana—, Hitler ordenó la creación de un plan para atacar Grecia a través de Rumanía —que contaba con una misión militar alemana desde el 7 de octubre— y Bulgaria. La ofensiva debía expulsar a los británicos de los Balcanes, proteger los pozos petrolíferos rumanos de posibles ataques y ayudar a los italianos en su lucha con Atenas. La campaña se integró en el plan alemán contra los británicos para 1941, que incluía, además de un nuevo intento de desembarco en Gran Bretaña, diversos ataques para eliminarlos del Mediterráneo.
En diciembre, el plan original para ocupar únicamente el norte del país se modificó para incluir la ocupación de la nación completa. El 13 de diciembre, el alto mando alemán publicaba las instrucciones de la orden sobre la invasión de Grecia con el nombre clave de «operación Marita». La operación debía incluir veinticuatro divisiones y comenzar en marzo de 1941, en cuento el tiempo mejorase lo suficiente como para empezar la ofensiva.

## Preparativos alemanes
La campaña contra Grecia requería de importantes preparativos que incluían acuerdos con los países balcánicos que las unidades alemanas debían atravesar para alcanzar las fronteras griegas. En este contexto, el primer paso era lograr la aquiescencia húngara al paso de las fuerzas alemanas hacia Rumanía; Hitler indicó su intención de hacerlo ya durante la firma húngara del Pacto Tripartito el 20 de noviembre de 1940, consecuencia de las ganancias territoriales húngaras obtenidas mediante el Segundo Arbitraje de Viena. Dos días antes, en una entrevista con Hitler, el rey Boris de Bulgaria se había mostrado reacio a participar en la ofensiva.
Tres días más tarde, con la adhesión rumana al Pacto, Hitler expresó a Ion Antonescu su deseo de que Rumanía aceptase la concentración de tropas en su territorio para la ofensiva contra Grecia, aunque no solicitó ayuda militar rumana para la campaña.
La necesidad de concentrar las unidades necesarias y de transportarlas hasta Grecia y la imposibilidad de comenzar la campaña antes del deshielo a comienzos de marzo hacía que la campaña contra la URSS, que se preparaba simultáneamente a la griega, se considerase como irrealizable hasta mediados de mayo.
A finales de diciembre, las primeras unidades del 12.º Ejército, que debía llevar el peso del ataque a Grecia comenzó a trasladarse a Rumanía en tren. Con él llegó el equipo necesario para cruzar el Danubio y la 16.ª División Panzer, que debía unirse a la misión militar alemana en Rumanía y reforzar la protección de los campos petrolíferos. A finales de enero de 1941, se encontraban en Rumanía el personal de los Estado Mayores de las diversas agrupaciones que iban a participar en la campaña, así como dos divisiones blindadas y dos de infantería al completo.
Mientras, tras arduas negociaciones, los búlgaros aceptaron desplegar de incógnito tres compañías de la Luftwaffe en su territorio para prevenir posibles ataque sorpresa de los británicos a los pozos petrolíferos rumanos. A mediados de enero, los alemanes se desplegaron por las montañas búlgaras para vigilar los vuelos de los británicos. La actitud búlgara, sin embargo, era titubeante ya que Sofía temía la reacción de soviéticos y turcos a su participación en un ataque a los helenos. A finales de noviembre, había rechazado una misión militar soviética, ofrecida tras llegada de la alemana a Rumanía. Para permitir el despliegue alemán en su territorio, el Gobierno búlgaro exigía discreción y ayuda en el refuerzo de sus defensas fronteras contra un posible desembarco soviético. Su miedo a la reacción turca hizo que solicitasen el retraso del cruce del Danubio hasta finales de febrero, petición que Hitler admitió. El cruce de las tropas alemanas se planeó para el 2 de marzo, el día siguiente a la adhesión búlgara al Pacto Tripartito. Alemania informaría a Turquía de la intención búlgara de formar el Pacto el día que comenzasen las obras de construcción del puente sobre el Danubio (28 de febrero).
A las 7:00 del 28 de febrero comenzó la construcción del puente que debía permitir el cruce del Danubio al grueso de las fuerzas alemanas. Mientras, dos divisiones blindadas que se había desplegado en la Dobruja septentrional rumana marcharon hacia el sur, hacia la frontera turca, para prevenir posibles acciones de estos contra el despliegue alemán en Bulgaria. Al tiempo, un batallón antiaéreo se trasladó a Varna para proteger el puerto.
El 1 de marzo, el primer ministro búlgaro firmó el Pacto Tripartito en Viena y afirmó la decisión búlgara de respetar no solo este, sino los demás acuerdos rubricados por su país en el pasado (que incluían uno con Turquía, otro de no agresión con Grecia y uno de amistad con Yugoslavia), además de mantener buenas relaciones con la URSS. A las 6:00 del día siguiente, una vez completado el puente de pontones sobre el Danubio, comenzó el cruce del río y el envío de tropas especializadas para mejorar las carreteras y puentes búlgaros para facilitar el movimiento de tropas. Bulgaria cerró el resto de sus fronteras y Gran Bretaña rompió relaciones diplomáticas. El grueso del VIII Cuerpo Aéreo se trasladó a Sofía y Plovdiv entre el 2 y el 4 de marzo. La maniobra aisló a Yugoslavia.
El 9 de marzo, las avanzadillas de las unidades que debían participar en la campaña ya habían alcanzado sus posiciones a lo largo de la frontera greco-búlgara y dos divisiones blindadas (la 5.ª y 11.ª) protegían la frontera turco-búlgara a pesar de las garantías de no intervención expresadas por el Gobierno turco. Durante los ocho días siguientes, llegó a Bulgaria dos de los tres grupos de tropas asignados a la operación (un total de once divisiones y media). El mando se estableció al sur de la capital búlgara, con el mariscal de campo Wilhelm List dirigiendo las operaciones del 12.º Ejército. El 7 de marzo y ante la creciente sensación de pasividad turca, el alto mando decidió no enviar las seis divisiones del tercer agrupamiento a Bulgaria y mantenerlas en Rumanía para la próxima campaña contra la Unión Soviética.

## La ayuda británica y los contactos diplomáticos

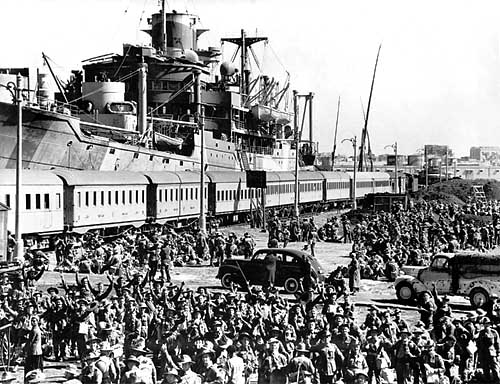
Tropas australianas embarcando en El Cairo.

En 1939, el Reino Unido había garantizado ayuda militar a Grecia si su integridad territorial era amenazada. La forma en que los griegos han rechazado a los italianos entusiasma a la opinión pública británica y el propio primer ministro Winston Churchill considera que sería deshonroso no acudir en ayuda de Grecia y empeoraría la posición británica ante Turquía. Por otro lado, ante la ofensiva italiana sobre Egipto dirigida por el mariscal Graziani, los británicos consideran vital apoyar la resistencia griega con el objetivo de retener parte del Ejército italiano en los Balcanes y esperan poder utilizar bases aeronavales griegas contra la flota italiana. Asimismo, temen que, si no acuden en ayuda de Grecia, Creta pueda caer en manos italianas y sea utilizada como base para atacar Egipto.
Así, en noviembre de 1940 cinco escuadrones de la Royal Air Force al mando de John d'Albiac son enviados para colaborar con la aviación griega. Al mismo tiempo, tropas británicas ocupan Creta con el consentimiento del Gobierno griego a partir del 3 de noviembre, con el objetivo de liberar la 5.ª División de Creta para que pueda ser enviada al frente albanés. 

Grecia aislada en los Balcanes, la situación europea en marzo de 1941.

La llegada de los refuerzos británicos coincide con la detención del avance italiano: la caída de Grecia ya no se considera inminente y los mandos británicos deciden no enviar más tropas mientras la amenaza de hundimiento de la resistencia griega no vuelva a surgir. Igualmente se alzan voces entre los oficiales británicos que piden que no se comprometan más tropas en Grecia habida cuenta de los pocos recursos existentes en el norte de África. Los británicos se limitan a enviar créditos y municiones a los griegos.
Por su parte, los griegos temen provocar a los alemanes estacionando tropas en la frontera, pero están decididos a resistir la invasión si ésta tiene lugar. Durante el invierno se suceden los ofrecimientos parte de Alemania para alcanzar la paz entre griegos e italianos. Alemania, que ya prepara la invasión de la Unión Soviética, no desea tener un flanco en conflicto y teme el desembarco británico en los Balcanes, que podría poner en peligro su abastecimiento de petróleo rumano. Estas propuestas, que despiertan las sospechas de los británicos, que temen que Grecia firme la paz y abandone el combate, son rechazadas por los griegos que, a su vez, sospechan que los británicos desean mantenerlos combatiendo a toda costa para desviar tropas italianas del frente libio.
En enero de 1941, la situación cambia cuando los aliados descubren la presencia alrededor de ochenta mil soldados alemanes en Rumanía. Ante esta nueva amenaza se renueva la posibilidad de aumentar la ayuda británica. Durante un encuentro con el comandante en jefe de las tropas británicas en Oriente Próximo, Archibald Wavell, el comandante en jefe de los ejércitos griegos, Alexandre Papagos, solicita el refuerzo de 9 divisiones para emplazarlas en la frontera greco-búlgara para poder, junto con las 3 divisiones griegas que pretende retirar del frente albanés, oponerse a las 12 divisiones alemanas que calcula se abalanzarán sobre Grecia. Cuando Wavell responde que únicamente puede ofrecer dos o tres divisiones y solo hacia finales de marzo, su oferta es rechazada, juzgándola inadecuada, ya que no haría sino provocar la intervención alemana. Churchill espera revivir el frente de los Balcanes de la Primera Guerra Mundial gracias a la participación de Yugoslavia y Turquía y envía al ministro de Exteriores Anthony Eden y al jefe del Estado Mayor imperial John Dill a la región para entablar negociaciones.
El día 22 de febrero de 1941 los británicos deciden enviar tropas de la Commonwealth a Grecia. Ante el aumento de las tropas alemanas, que no es compensado con la oferta británica de cien mil hombres, doce tanques, variada artillería y otros cinco escuadrones, la estrategia británica basa la resistencia en la unión de Yugoslavia y Turquía al bando greco-británico. De la actitud de Yugoslavia depende también el despliegue de las tropas: si finalmente se une a los griegos estos pretenden defender Tracia y el estratégico puerto de Salónica, única salida al Mediterráneo para Yugoslavia, rodeada por países hostiles. En caso contrario, se acuerda el abandono de ambos y el establecimiento del frente a lo largo del río Haliacmón.
Tropas alemanas se encuentran ya estacionadas en Rumanía desde enero y Bulgaria se adhiere al Pacto Tripartito el 1 de marzo de 1941. Al día siguiente, cuando las tropas alemanas comienzan a atravesar el Danubio y entran en Bulgaria, la invasión se percibe como inminente, a pesar de los problemas logísticos que deben afrontar. Grecia considera que no tiene tiempo a retirar sus tropas de Tracia (que no ha comenzado a la espera de la aclaración postura yugoslava). Cincuenta y ocho mil británicos, australianos y neozelandeses son enviados a Grecia en marzo de 1941 (Operation Lustre), pertenecientes a la 6.ª División australiana, la 2.ª División neozelandesa y la 1.ª Brigada blindada británica, siendo el conjunto conocido como Fuerza "W" por hallarse al mando del general Henry Maitland Wilson. Aunque inicialmente destinadas a Grecia, Wavell decide mantener en África la Brigada de los Cárpatos polaca y la 7.ª División australiana, debido a los avances del Afrika Korps al mando de Erwin Rommel en Cirenaica. A la vez, desde principios de marzo y cada vez más según el ataque alemán parece más probable, círculos políticos griegos tratan de alcanzar un acuerdo que evite el asalto, en contraste con su actitud anterior ante las propuestas alemanas. Una vez que los británicos comienzan a desembarcar gran número de tropas, sin embargo, los alemanes descartan cualquier arreglo.
Anthony Eden no logra convencer a Turquía para que abandone su neutralidad, mientras que el regente de Yugoslavia Pablo Karađorđević, bajo fuerte presión alemana, contemporiza hasta que acaba por unirse al Eje el 25 de marzo. El 27 de marzo tiene lugar en Yugoslavia un golpe de Estado contrario a la alianza con Alemania, organizado principalmente por algunos oficiales de aviación y con el respaldo de algunos políticos serbios, pero ya es demasiado tarde para organizar la alianza coherente con la que Churchill soñaba.

## Disposición de las tropas aliadas en el momento de la invasión
A pesar de la creciente evidencia de que las tropas alemanas en Bulgaria ya habían cruzado el Danubio a principios de la primavera de 1941, las tropas griegas y las de la Commonwealth no fueron capaces de establecer un frente coherente debido a los desacuerdos entre sus respectivos mandos.
Los griegos planteaban la batalla sobre la base de la Línea Metaxas, una línea de fortificaciones construida durante los años 1930 a lo largo de la frontera greco-búlgara. Esperaban así sacar provecho de las dificultades orográficas naturales y de las fortificaciones construidas, protegiendo el estratégico puerto de Salónica. Sin embargo, subestimaban el hecho de que sus tropas y equipamiento disponibles no eran adecuados sino para una resistencia simbólica y que la Línea Metaxas era vulnerable a un ataque de flanco procedente del valle del río Vardar, posible si la neutralidad del Reino de Yugoslavia era violada. Obsesionados por su rivalidad con Bulgaria y confiando en sus buenas relaciones con los yugoslavos, Grecia dejó su frontera con Yugoslavia ampliamente desguarnecida. Asimismo, el nuevo primer ministro, Papagos, no logró que los yugoslavos abandonasen el norte de su país para concentrar sus tropas en el sur, donde pensaba que podían evitar un movimiento de flanco que envolviese a las tropas griegas.
En cuanto a las tropas británicas, formaban una línea de resistencia a lo largo de la Línea Haliacmón que se extendía desde el núcleo urbano de Edessa en dirección sudeste hasta el delta del Vardar. La ventaja de esta posición era que requería menos fuerzas y que concedía más tiempo para la preparación de las posiciones defensivas. Sin embargo, implicaba igualmente el abandono de casi todo el norte de Grecia, lo que parecía inaceptable para los griegos no solo por razones políticas sino también psicológicas. Además, el flanco izquierdo de esta línea era susceptible de sufrir los ataques alemanes desde el valle de Monastir, en Yugoslavia.
El resultado de este desacuerdo fue la organización de dos líneas de resistencia: una a lo largo de la Línea Metaxas y la segunda a lo largo de la Línea Haliacmón, estando así pero cada una de ellas a falta de efectivos. Como era previsible, ambas líneas fueron rotas por los alemanes, a pesar de varios actos de heroísmo. De entrada, los aliados tenían una gran desventaja porque la mayor parte del Ejército griego estaba desplegado en Albania y no podía hacer frente al ataque alemán.

## La invasión alemana

### La Línea Metaxas

Mapa de la Operación Marita: el frente el 9 de abril de 1941.

El 6 de abril de 1941, la Wehrmacht invade el norte de Grecia y lanza simultáneamente una ofensiva contra Yugoslavia. La Línea Metaxas está defendida por la Sección de Macedonia Oriental (en griego antiguo: Tμήμα Στρατıάς Ανατολικής Μακεδονίας o ΤΣAM), dirigida por el general Konstantinos Bakopoulos y compuesta por las 7.ª, 14.ª y 17.ª Divisiones de infantería, todas ellas con el equipamiento bajo mínimos. Las fortificaciones se hallaban emplazadas sobre aproximadamente 170 km desde el río Nestos hacia el este, antes de seguir la frontera búlgara hasta el Monte Kerkini, cerca ya de la frontera yugoslava. Estaban concebidas para albergar doscientos mil defensores, pero tan solo son defendidas por setenta mil soldados. Debido al escaso número de defensores, las líneas defensivas estaban demasiado extendidas, siendo además débiles. Además, la TΣAM estaba poco dotada de artillería antiaérea o anticarro, ya que la mayoría de armamento de este tipo estaba desplegada en el frente albanés. Los únicos refuerzos enviados por Bakopoulos fueron las 19.ª, 12.ª y 20.ª Divisiones del Ejército de la Macedonia Central (TSKM), infradotadas en personal y que además disponían de armamento obsoleto.
La ofensiva inicial de los alemanes contra la Línea Metaxas, llevada a cabo por los cazadores alpinos encuentra una feroz resistencia por parte de los griegos y solo obtiene éxitos limitados. Un informe alemán de la noche del primer día de ataque menciona que los alemanes han sido rechazados hasta el puerto de montaña de Roupel a pesar del intenso apoyo aéreo, sufriendo fuertes pérdidas.
El historiador Christopher Buckley escribe que «los fuertes asaltos contra la Línea Metaxas fueron rechazados con la energía de la desesperación... Los defensores fueron atacados en oleadas por la infantería, bombardeados por los Stukas, machacados por la artillería pesada o ligera... Las tropas de asalto equipadas con lanzallamas, granadas y cargas explosivas tomaron el relevo en los combates cuerpo a cuerpo». Tras un día de lucha, únicamente dos de los 24 fuertes que componen la Línea Metaxas caen en manos de los alemanes antes de ser destruidos.

### La retirada de los Aliados
Las tropas de la Commonwealth están tomando posición cuando llega la noticia de la invasión alemana. El resultado de los primeros combates contra los alemanes en Vevi no es alentador y el rápido avance de los Panzers hacia Salónica y Prilep en el sur de Yugoslavia resultan fuertemente perturbadores para Wilson, que debe además hacer frente a la perspectiva de un ataque alemán venido de Salónica a la vez que los Panzers del XL Cuerpo alemán atacan desde el valle de Monastir. Esta perspectiva provoca la retirada, inicialmente hasta el río Aliakmon, y luego a las Termópilas, que los alemanes atraviesan también el 23 de abril.

### Vevi

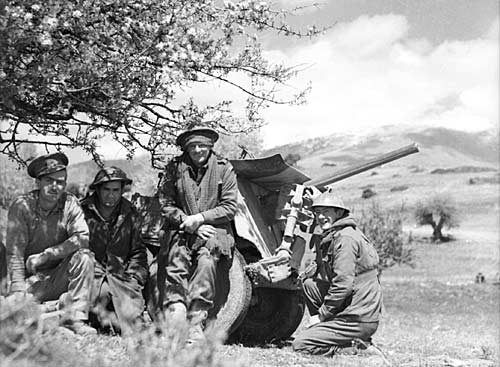
Tropas australianas en Vevi.

La mañana del 10 de abril, la 40.ª División de Panzers avanza desde Monastir a través del valle de Monastir, con el objetivo de apoderarse de Flórina, 13 km al sur de la frontera yugoslava. La 1.ª División SS Leibstandarte Adolf Hitler se abalanza más al sur y alcanza la ciudad de Vevi el 11 de abril. Los aliados deciden intentar retardar el avance alemán en el desfiladero de Klidi, al sur de Vevi.
Una formación compuesta por griegos y soldados de la Commonwealth, conocida como Fuerza Mackay, es aprestada, como dice Wilson, «para parar el Blitzkrieg que baja por el valle de Florina». Esta formación recibe el nombre de su jefe, el general de división Iven Mackay. Las unidades presentes en el propio desfiladero de Klidi son la 19.ª Brigada de infantería australiana, menos un batallón, reemplazado por otro batallón británico del King's Royal Rifle Corps. La infantería está apoyada por algunos grupos de artillería británicos y australianos y ametralladores neozelandeses. El resto de unidades de la Force Mackay toman posición en los flancos y a distancia del desfiladero. El 11 de abril, los tres batallones de infantería son dispersados en un frente de 16 km de ancho concentrado en un desfiladero tortuoso y de paredes abruptas.
El Kampfgruppe Witt, al mando del Sturmbannführer Fritz Witt, lanza une serie de ataques de prueba desde la misma tarde. Los ataques son rechazados vigorosamente pero devienen más agresivos al caer la noche. La mañana del día 12, 30 cm de nieve recubren las colinas y numerosos soldados aliados apostados en las zonas de mayor altitud sufren congelaciones, con lo que a la noche se ordena la retirada hacia la línea Haliacmón.
Los alemanes lanzan su asalto principal a las 8 horas y media. Los australianos del flanco oeste se ven obligados a retroceder, pero contraatacan posteriormente y recuperan la cima. Sin embargo, los ingleses inician una retirada, creyendo que los australianos hacían lo mismo. Ello supone abrir el desfiladero a los alemanes. Al final de la tarde, el regimiento griego del Dodecaneso comienza a retirarse más al este, dejando expuestas a las tropas apostadas más lejos en el desfiladero. La llegada de los carros de asalto alemanes sella la derrota aliada en Vevi. La infantería australiana se ve forzada a una caótica retirada. Los alemanes hacen 520 prisioneros y solo sufren 37 muertos, 95 heridos y algunos prisioneros. Los restos de la Fuerza Mackay se reagrupan en las cercanías de Sotir.

### El Olimpo y Serbia

El frente griego el.

En la madrugada del día 14, los Panzers de la 9.ª División alcanzan Kozani tras violentos enfrentamientos con los carros de asalto y las defensas anticarro británicas. Esa misma tarde, la División tendió un puente que atravesaba el río Aliakmon. Los Aliados se retiran, formando una línea de frente en las proximidades del monte Olimpo. La defensa se compone de tres elementos principales: el sector del túnel de Platamon situado entre el monte Olimpo y el mar; el desfiladero del propio monte Olimpo; y el desfiladero de Serbia. Al atraer los ataques sobre estos tres desfiladeros, la nueva línea defensiva ofrece mayor potencial defensivo, habida cuenta de la debilidad de las fuerzas disponibles. Durante los tres días siguientes, el avance de los Panzers se ve frenado por estas posiciones en la montaña muy fortificadas.
El 15 de abril, el túnel de Platamon sufre los ataques de las tropas motorizadas alemanas, ataques que son rechazados por el 21.º Batallón neozelandés del coronel Macky, que sufre igualmente pesadas pérdidas. Más tarde, ese mismo día, un regimiento blindado alemán asalta los flancos del batallón por la costa y por el interior, pero los neozelandeses mantienen sus posiciones. Tras haber recibido refuerzos en la noche del 15 al 16, la infantería alemana asalta al alba a los neozelandeses del flanco izquierdo, a la vez que algunas horas más tarde, los tanques pasan a la acción a lo largo de la costa. Macky se ve entonces sin comunicación con la compañía situada en su flanco izquierdo y, teniendo otras dos compañías bajo el fuego enemigo en el valle, decide ordenar la retirada, que es cubierta por una compañía de reserva, emplazada en una cresta al sur del túnel de Platamon.
Macky pretende establecer un nuevo frente aproximadamente 1,5 km más al sur, pero no resulta posible y la retirada prosigue hasta la salida de las gargantas del Pinios. Se la pide a Macky que haga lo «esencial para evitar el acceso del enemigo a los estrechos hasta el 19 de abril, incluso si ello significase el exterminio [de las tropas]». Macky hunde la barcaza que permite el paso del río por el extremo oeste de las gargantas y levanta una nueva línea defensiva. El 21.º Batallón recibe como refuerzo al 2.º Batallón australiano de la 2.ª División y más tarde al 3.er Batallón, tomando entonces el nombre de Fuerza Allen, por el nombre del general de división Arthur Samuel Allen. El 5.º y el 11.º batallones toman posiciones en el sector del pueblo de Elatia, al sudoeste de las gargantas y su objetivo es mantener la salida oeste de las gargantas durante 3 o 4 días.
El 16 de abril, el general Wilson se reúne con el general Papagos para informarle de su decisión de batirse en retirada hasta las Termópilas.

### Retirada y rendición del ejército griego
Mientras los alemanes se adentraban en territorio griego, el I Ejército griego, que actuaba en Albania, se mostraba reticente a la idea de batirse en retirada. El general Wilson describía estas reticencias como «la doctrina fetichista que deseaba que ni un solo palmo de terreno fuese concedido a los italianos». Por estas reticencias a la cesión de territorio a los italianos, la retirada griega solo se materializa el 1 de abril. La retirada aliada hacia las Termópilas abre una brecha a través del Pindo por la que los alemanes están a punto de coger al ejército griego por su retaguardia. Un regimiento SS se encarga de frenar la retirada griega, dirigiéndose al oeste hacia Metsovo y, desde allí, hacia Ioannina.
Alexandre Papagos, comandante en jefe de los ejércitos griegos, apremia a las unidades griega para que lo más rápidamente posible se dirijan al valle de Metsovo, ya que se espera allí una ofensiva alemana. El 18 de abril, día del suicidio del primer ministro griego Alexandros Korizis, se produce un apretado combate entre varias unidades griega y la 1.ª División SS Leibstandarte Adolf Hitler. Los griegos aguantan bien que mal, pero al carecer de equipamiento para luchar contra unidades motorizadas acaban siendo cercados y sumergidos. Los alemanes siguen avanzando hacia el oeste y toman Yanina el 19 de abril, cortando así la última línea de avituallamiento del ejército griego. La prensa internacional compara la suerte del ejército griego a una tragedia moderna. El historiador y antiguo corresponsal de guerra Christopher Buckley escribe para describir la suerte del ejército griego que «aquél experimenta una auténtica catarsis aristotélica, un impresionante sentido de la futilidad de todo esfuerzo y todo valor humano».
El 20 de abril, el general Geórgios Çolakoğlu, comandante de las tropas griegas en Albania, ofrece su rendición a los alemanes. Una decisión que Papagos no acepta, hasta el punto de que, cuando conoce la existencia de conversaciones, Papagos ordena a Pitsikas que sustituya a Çolakoğlu. Pero Pitsikas ya había sido despedido por Çolakoğlu pocos días antes. El historiador John Keegan escribe que Çolakoğlu «estaba tan determinado a impedir a los italianos gozar de una victoria que no merecían que, una vez se le hizo evidente el carácter desesperado de la situación, inició conversaciones con el comandante alemán de la división SS, Sepp Dietrich, para acordar una rendición únicamente con los alemanes». El documento original de la rendición no incluía a los italianos. Sintiéndose ultrajado por esta situación, Mussolini ordena un contraataque contra los griegos que acaban de rendirse. Sin embargo, las tropas italianas son rechazadas, con gran embarazo de Mussolini. Las protestas de Mussolini ante Hitler condujeron a la firma de un nuevo armisticio el 23 de abril, en el que ahora sí está incluida Italia. Como reconocimiento de la bravura demostrada por los griegos, los soldados son autorizados a regresar a sus hogares (mejor que ser mantenidos en campos de prisioneros de guerra), y los oficiales son autorizados a conservar sus armas.

### Batalla de Las Termópilas

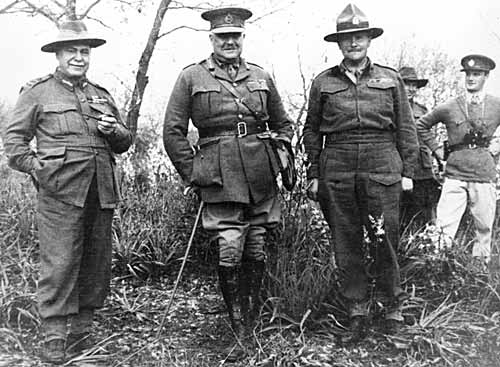
Thomas Blamey, Henry Maitland Wilson y Bernard Freyberg

Tras haberse retirado de los desfiladeros de Serbia y del Olimpo, las tropas británicas se despliegan en el célebre desfiladero de las Termópilas. (Las Termópilas son famosas por la batalla de las Termópilas, que enfrentó a 300 espartanos al mando de Leónidas a los persas en el año 480 a. C.). El general Bernard Freyberg recibe la orden de defender la costa (sector neozelandés), y Mackay de defender el pueblo de Bralos (sector australiano). En el sector neozelandés, la 5.ª Brigada está desplegada a lo largo de la carretera de la costa, al pie de las colinas al sur de Lamia, y a lo largo del río Spercheios. La 4.ª Brigada toma posición en el ala derecha, donde forma patrullas de vigilancia costera, y la 6.ª quedó en reserva. En el sector australiano, la 19.ª Brigada (formada por el 4.º Batallón de la 2.ª División y el 8.º Batallón de la 1.ª División) protegen Balos. El 19 de abril, los 1.º y 5.º batallones de la 2.ª División son puestos al mando del general George Vasey, reforzados por el 11.º Batallón de la 2.ª División, llegado ese mismo día y en las primeras horas del día siguiente. Freyberg y Mackay informan entonces a sus subordinados que no habrá más retiradas, ignorando ambos las discusiones mantenidas al más alto nivel respecto de la evacuación. Tras la batalla, Mackay dice: 
«Pensaba que nos mantendríamos unos quince días y que habríamos sido derrotados por el peso del número de enemigos».

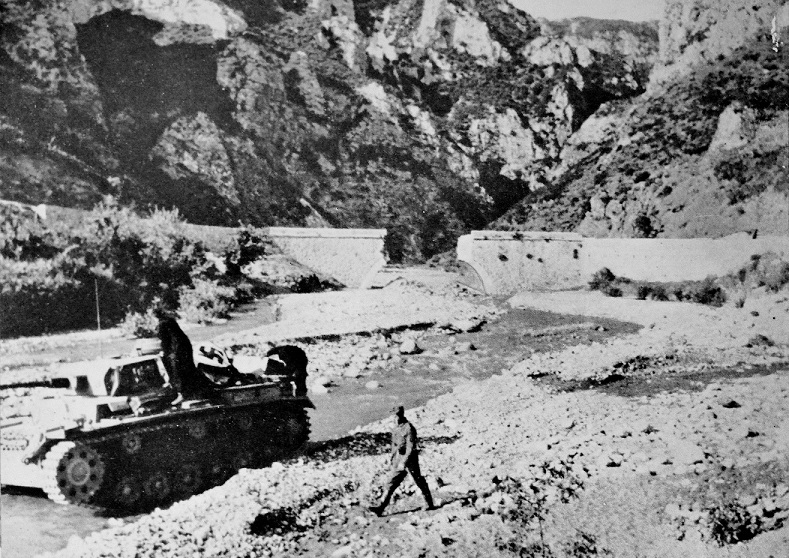
Termópilas bajo el control de las fuerzas alemanas, 1941. Esta fotografía fue capturada más tarde por las fuerzas británicas.

Cuando se ordena la retirada el 23 de abril, se decide que ambos sectores deben ser defendidos cada uno de ellos por una brigada. Dichas brigadas, la 19.ª australiana y la 6.ª neozelandesa, deben conservar el desfiladero durante el mayor tiempo posible, permitiendo así la retirada del resto de las unidades. Vasey, comandante de la 19.ª Brigada, habría dicho: 
«Aquí estamos, y aquí nos quedaremos en el nombre de Dios». Una frase que fue interpretada por el mayor de la Brigada como «la brigada sostendrá su posición defensiva actual pase lo que pase».
Los alemanes atacan el 24 de abril, encontrando una feroz resistencia, perdiendo una quincena de carros y sufriendo pérdidas considerables. Cumplida la misión de contención, la retaguardia se bate en retirada en dirección a las playas de evacuación y establece una nueva línea defensiva en Tebas.

### Bombardeo del istmo de Corinto por la aviación alemana
Tras haber forzado el paso de las Termópilas, los alemanes organizan una operación aérea con el fin de capturar los puentes que franquean el canal de Corinto, con el doble objetivo de cortar la retirada de los británicos y de asegurar su propio avance a través del istmo. La ofensiva es llevada a cabo por la 1.ª División de paracaidistas alemanes el 26 de abril y logra éxito, hasta que una bala perdida británica alcanza unas cargas explosivas que destruyen el puente y provocan fuertes pérdidas. Aunque los alemanes logran construir un puente temporal en pocas horas y a pesar de que la 5.ª División Panzer entra en el Peloponeso, el ataque tiene lugar algunos días tarde como para permitir aislar a las tropas británicas en Grecia central, aunque sí logra aislar a los australianos de las 16.ª y 17.ª brigadas. Al mismo tiempo, el istmo es asegurado y la mayor parte de las tropas aliadas comienzan a ser evacuadas de Grecia desde Kalamata y otros pequeños puertos.

### La caída de Atenas
El 27 de abril de 1941, tropas alemanas en motocicletas entran en Atenas, seguidas por vehículos blindados, carros e infantería. La población ateniense ya esperaba la llegada de los alemanes desde hacía varios días y se mantuvo encerrada en sus casas manteniendo cerradas las ventanas. La noche anterior Radio Atenas retransmitió el siguiente mensaje:

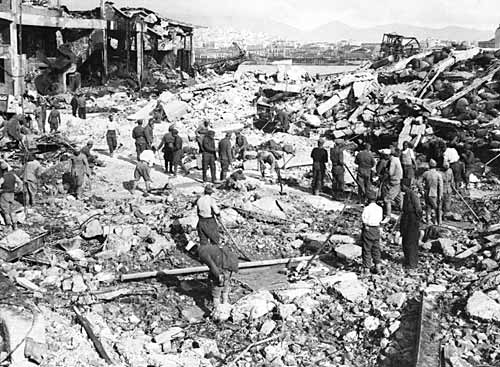
Escena de daños causados por un bombardeo alemán en El Pireo el 7 de abril de 1941

Escucháis la voz de Grecia. Griegos, manteneos firmes, orgullosos y dignos. Os tenéis que mostrar dignos de vuestra historia. La bravura y la victoria de nuestro ejército han sido ya reconocidos. La virtud de nuestra causa será igualmente reconocida. Hemos cumplido honestamente con nuestro deber. ¡Amigos!. Tened a Grecia en vuestros corazones, vivid inspirados por el fuego de su último triunfo y por la gloria de nuestro ejército. Grecia vivirá todavía y será grande, porque ha luchado por una causa justa y por la libertad. Hermanos, tened coraje y paciencia. Sed valientes. Saldremos triunfantes de estas pruebas. ¡Griegos!. Con Grecia en vuestros espíritus debéis ser orgullosos y dignos. Hemos sido una nación honesta y de bravos soldados.
Las tropas alemanas se dirigen directamente hacia la Acrópolis e izan la bandera nazi con la Cruz gamada. Durante los días siguientes, la población ateniense y la prensa internacional se hacen eco de diferentes historias a propósito de la bandera nazi de la Acrópolis. Según la versión más habitual, los alemanes pidieron al evzonos encargado de la custodia de la bandera griega, Konstantinos Koukidis, que arriase la bandera griega de su mástil y que la reemplazase por la esvástica. El joven soldado obedeció, pero rehusó entregar la bandera a las autoridades alemanas, se enrolló en su interior y se arrojó desde lo alto de la Acrópolis, lo que provocó su muerte.

### Evacuación de las tropas aliadas
Tras algunas acciones de resistencia en el Peloponeso, las tropas griegas y de la Commonwealth deben ser evacuadas hacia la isla de Creta y hacia Egipto. La 5.ª Brigada neozelandesa es evacuada la noche del 24 de abril, mientras que la 4.ª Brigada neozelandesa bloquea la estrecha carretera que lleva hacia Atenas. El 25 de abril, día del ANZAC, aproximadamente 5.500 australianos son evacuados desde las playas de Nauplia en los buques HMAS Perth, HMAS Stuart y HMAS Voyager. La evacuación de cuarenta y tres mil hombres se prolonga hasta el 28 de abril pero es estorbada por la Luftwaffe, que logra hundir al menos veintiséis transportes de tropas. Los alemanes capturan aproximadamente ocho mil soldados de la Commonwealth o yugoslavos que no habían podido ser evacuados y liberan a numerosos soldados italianos que habían sido hechos prisioneros por los griegos.

### Batalla de Creta

Mapa de la invasión de Creta

Tras la conquista de la Grecia continental, la Alemania nazi invade la isla de Creta el 20 de mayo de 1941. En la muy reñida batalla de Creta, los alemanes utilizaron fuerzas paracaidistas en el marco de una operación aérea de gran envergadura. Su objetivo eran los tres grandes aeródromos de la isla, en Maleme, Rétino y Heraklion. Los alemanes encontraron una tenaz y sorprendente resistencia por parte de los griegos, las tropas de la Commonwealth y también de los propios civiles. Tras un día de combates, los alemanes no habían alcanzado ni uno solo de sus objetivos y ya habían perdido casi 4000 hombres. La situación tendía a la desilusión para los alemanes, y el general Kurt Student llegó a contemplar el suicidio.
Al día siguiente, de resultas de una mala comunicación y de una errónea comprensión de los acontecimientos por parte de los mandos aliados, el aeropuerto de Maleme cayó en manos de los alemanes. Una vez asegurada Maleme, los alemanes desembarcaron a miles e invadieron toda la parte occidental de la isla. Tras siete días de combates, los generales aliados constataron que habían desembarcado tantos soldados alemanes que no había esperanza de victoria. El 1 de junio de 1941, los aliados ya habían completado la evacuación de Creta, que quedó bajo control alemán. Tras las fuertes pérdidas experimentadas por las tropas de elite aerotransportadas, Hitler prohibió la utilización para futuras batallas de operaciones aerotransportadas. El general Kurt Student afirmó que Creta fue «el cementerio de los paracaidistas alemanes» y una «victoria desastrosa».

## Evaluación
La rápida progresión de los carros de combate alemanes a través de las montañas de los Balcanes y la eficacia de la campaña alemana sorprendió a los Estados Mayores del resto del mundo. Al mismo tiempo, las tropas griegas y aliadas opusieron lo que muchos historiadores consideran una resistencia increíble habida cuenta de su limitación de medios. El historiador John Keegan escribe que «la campaña de Grecia había sido una guerra de caballeros, con el honor dado y aceptado por parte de cada adversario».

Mapa mostrando la ocupación tripartita de Grecia entre 1941 y 1944.

Otros factores, además de la potencia militar alemana, podrían explicar la derrota de Grecia. Entre los jefes y oficiales griegos se ha constatado que algunos albergaban sentimientos pronazis. Así, el general Geórgios Çolakoğlu, que mandó el Ejército de la Macedonia occidental, será el primer jefe del Gobierno colaboracionista bajo la ocupación; y el jefe de la Policía ateniense poseía fotografías dedicadas por Hitler y Goebbels colgadas junto a las de Metaxas y del propio rey de Grecia. Igualmente, el ministro de Defensa, Papadimas, dio permiso por Semana Santa a las tropas que sostenían el frente del centro allí donde la presión alemana era más fuerte. Alexandros Korizis, el sucesor de Metaxas, se suicidó por no haber sabido convencer a su aparato de Estado para resistir a las fuerzas nazis.
Los alemanes anunciaron oficialmente unas pérdidas de 5000 hombres, de los que 1100 habrían muerto durante las operaciones. Las pérdidas reales, según estimaciones, serían de 11 500 bajas, de ellas 2500 muertos. Los aliados habrían perdido alrededor de la cuarta parte de sus 58 000 hombres, entre ellos 11 000 prisioneros. Las pérdidas italianas ascendieron a aproximadamente 100 000 hombres en el período de seis meses de combates contra los griegos. Acabada la batalla de Grecia, el país se retira del conflicto y se ve dividido en tres zonas de ocupación entre alemanes, búlgaros e italianos, hasta la retirada de las tropas alemanas en octubre de 1944.

## Consecuencias sobre el curso de la Segunda Guerra Mundial

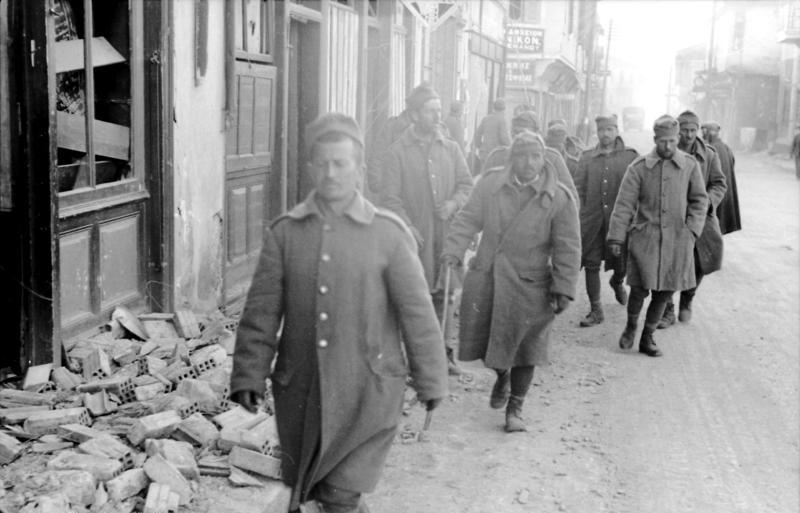
Soldados griegos en retirada, abril de 1941

La resistencia griega es uno de los puntos clave en el curso de la Segunda Guerra Mundial. Algunos historiadores, como John Keegan, creen que la invasión alemana de Grecia retrasó la invasión de la Unión Soviética al menos seis semanas. Hitler planificó la invasión de la Unión Soviética para el 15 de mayo de 1941, pero no fue posible hasta el 22 de junio. Este retraso resultó fatal, ya que obligó a las fuerzas del Eje a combatir bajo el invierno ruso. El ejército alemán fue incapaz de capturar Moscú y su avance hacia el Cáucaso se vio aún más retrasado. Adolf Hitler, en una discusión con Leni Riefenstahl, dijo que «si los italianos no hubiesen invadido Grecia y pedido nuestra ayuda, la guerra podría haber tomado un rumbo diferente. Habríamos retrasado la llegada del invierno ruso varias semanas y conquistado Leningrado y Moscú. No habría habido ningún Stalingrado.». Otros historiadores, como Antony Beevor, pretenden que no fue la resistencia griega lo que retrasó la invasión de la Unión Soviética, sino más bien la lenta construcción de pistas de aterrizaje en el este de Europa. Para el militar e historiador Basil Liddell Hart, la causa que provocó este aplazamiento fue más bien el inesperado golpe de Estado del 27 de marzo de 1941 en Yugoslavia, cuando dicho país acababa de firmar un pacto con el Eje. Hitler decidió ese mismo día invadir Yugoslavia, y ello provocó su decisión de retrasar la invasión de Rusia.
La ocupación de Grecia por el Eje resultó ser una labor difícil y costosa. La ocupación condujo a la creación de numerosos grupos de resistentes, que se lanzaron a una guerrilla contra los ocupantes y pusieron en pie redes de espionaje. Esta resistencia enérgica forzó al Eje a movilizar a centenares de miles de soldados en Grecia, cuando esos soldados habrían sido más útiles en otros lugares. Entre muchos actos heroicos de resistencia que se produjeron, pueden destacarse el robo de la bandera nazi que ondeaba sobre la Acrópolis por Manolis Glezos y Apostolos Santas, o la destrucción del puente de ferrocarril de las gargantas del Gorgopotamos. Los civiles griegos sufrieron terribles pruebas provocadas por una ocupación brutal. Según el historiador ruso Vadim Erlikman Grecia sufrió 435.000 muertos entre 1940 y 1945.
Por otro lado, la decisión de enviar tropas británicas a Grecia fue condenada por algunos militares que conocían bien la situación del Mediterráneo, entre ellos el general Francis de Guingand miembro del Estado Mayor en el Cairo. El general Alan Brooke califica esta empresa como «un verdadero error estratégico», ya que sustrajo a Archibald Wavell las fuerzas necesarias para la conquista de Libia tras la operación Compass, en la que impidió a Erwin Rommel y su Afrika Korps avanzar. De hecho, ello prolongó la Campaña del norte de África, que habría podido concluir en 1941.

## Homenaje a la resistencia griega
La resistencia griega recibió un considerable homenaje por parte de los oficiales alemanes. Wilhelm Keitel, jefe supremo de las fuerzas armadas alemanas dijo durante el proceso de Núremberg: «la increíble resistencia de los griegos retrasó en uno o dos meses vitales la ofensiva alemana contra Rusia; sin ese retraso, el final de la guerra habría sido diferente en el frente del este y para la guerra en general.». Adolf Hitler ordenó que ningún griego debía ser hecho prisionero y que aquellos que lo eran debían ser liberados del campo por respeto a su valentía.
Un discurso de Hitler en el Reichstag en 1941 dice a propósito de la campaña: «hay que decir, por respeto a la verdad histórica, que de entre todos nuestros enemigos, sólo los griegos han combatido con tanto coraje y desprecio hacia la muerte.» En el diario de Joseph Goebbels, en la página del 9 de abril de 1941, puede leerse: «Prohíbo a la prensa subestimar a Grecia, difamarla... El Führer admira la valentía de los griegos.»
La resistencia griega recibe igualmente el homenaje del resto del mundo. Winston Churchill habría dicho: «No diremos que los griegos combaten como héroes, sino que los héroes combaten como los griegos.». El presidente estadounidense Franklin Roosevelt dijo que «todos los pueblos libres están muy impresionados por el coraje y la tenacidad de la nación griega... que se defiende a sí misma con tanto valor». Iósif Stalin, en una carta abierta leída en la radio (Radio Moscú) dijo que «el pueblo ruso estará eternamente agradecido a los griegos por haber retardado al Ejército alemán lo bastante como para que llegase el invierno, lo que nos concedió un tiempo precioso que necesitábamos para prepararnos. No lo olvidaremos jamás.»

## Lista de las unidades militares presentes en la Batalla de Grecia

### Fuerzas alemanas
Reservas directamente bajo el mando del OKH
- 4.ª División Panzer (Generalmajor Willibald von Langermann und Erlencamp)
- 12.ª División Panzer (Generalmajor Josef Harpe)
- 19.ª División Panzer (Generalmajor Otto von Knobelsdorff)
- 100.ª División ligera alemana (Generalleutnant Werner Sanne)
- 101.ª División ligera alemana (Generalleutnant Erich Marcks)

2.º Ejército alemán (Generaloberst Maximilian Reichsfreiherr Von Weichs zu Glon)
- XIL Cuerpo alpino alemán (General der Mountaintruppen Ludwig Kübler)
- 1.ª División alpina alemana (Generalmajor Hubert Lanz)
- LI Cuerpo de Ejército alemán (General der Infantry Hans-Wolfgang Reinhardt)
  - 132.ª División de infantería alemana (Generalleutnant Rudolf Sintzenisch)
  - 183.ª División de infantería alemana (Generalleutnant Benignus Dippold)
- XILVI Cuerpo de Ejército motorizado alemán (General der Panzertruppen Heinrich von Vietinghoff Gennant Scheel)
  - 8.ª División Panzer (Generalmajor Erich Brandenberger)
  - 14.ª División Panzer, (Generalmajor Friedrich Kühn)
  - 16.ª División de infantería motorizada alemana, (Generalmajor Siegfried Henrici)

2.º Ejército de reserva alemán
- LII Cuerpo de Ejército alemán (General der Infantry Kurt von Briesen)
  - 169.ª División de infantería alemana (Generalmajor Kurt Dittmar)
  - 197.ª División de infantería alemana (Generalleutnant Hermann Meyer-Rabingen)
  - 125.ª División de infantería alemana (Generalleutnant Willi Schneckenburger)

12.º Ejército alemán (Generalfeldmarschall Wilhelm List)
- XL Cuerpo de Ejército motorizado alemán (Generalleutnant Georg Stumme)
  - 9.ª División Panzer (Generalmajor Alfred Ritter von Hubicki)
  - 1.ª División SS Leibstandarte Adolf Hitler (SS-Obergruppenführer Josef Dietrich)
  - 73.ª División de infantería alemana (Generalmajor Bruno Bieler)
- XVIII Cuerpo alpino alemán (General der Mountaintruppen) Franz Böhme
  - 2.ª División Panzer (Generalleutnant Rudolf Veiel)
  - 5.ª División alpina alemana (Generalleutnant Julius Ringel)
  - 6.ª División alpina alemana (Generalleutnant Ferdinand Schörner)
  - 72.ª División de infantería alemana (Generalleutnant Franz Mattenklott)
  - 125.º Regimiento de infantería alemán
- XXX Cuerpo de Ejército alemán (General der Artillerie Otto Hartmann)
  - 50.ª División de infantería alemana (Generalleutnant Karl-Adolf Hollidt)
  - 164.ª División de infantería alemana (Generalmajor Johannes Folttmann)

12º Ejército de reserva alemán
- XLI Cuerpo de Ejército alemán (General der Kavallerie Georg Lindemann)
  - 46.ª División de infantería alemana (Generalmajor Karl Kriebel)
  - 16.ª División Panzer (Generalmajor Hans-Valentin Hube)

I Panzergruppe (Generaloberst Paul Ludwig Ewald von Kleist)
- XIV Cuerpo de Ejército motorizado alemán (General der Infanterie Gustav von Wieterscheim)
  - 5.ª División Panzer (Generalleutnant Gustav Fehn)
  - 11.ª División Panzer (Generalleutnant Ludwig Crüwell)
  - 4.ª División alpina alemana (Generalleutnant Karl Eglseer)
  - 294.ª División de infantería alemana (Generalleutnant Otto Gabke)
- XILI Cuerpo de Ejército motorizado alemán (Generalleutnant Georg-Hans Reinhardt) 
  - 2.ª SS División Das Reich (SS-Gruppenführer Paul Hausser)
  - Regimiento de infantería motorizada Grossdeutschland (Oberst Wilhelm-Hunold von Stockhausen)
- XI Cuerpo de Ejército alemán (General der Infanterie Joachim von Kortzfleisch)
  - 60.ª División de infantería motorizada alemana (Generalmajor Friedrich-Georg Eberhardt)
  - 76.ª División de infantería alemana (Generalleutnant Maximilian de Angelis)
  - 198.ª División de infantería alemana (Generalmajor Otto Röttig)

### Fuerzas de la Commonwealth (General de Cuerpo de EjércitoHenry Maitland Wilson)
Las fechas entre paréntesis indican la fecha de llegada a Grecia de las tropas de la Commonwealth.

#### 6.ª División australiana(GeneralThomas Blamey)
- 16.ª Brigada australiana (general de brigada Arthur Samuel Allen)
  - 2/1 batallón (22 de marzo)
  - 2/2 batallón (22 de marzo)
  - 2/3 batallón (19 de marzo)
- 17.ª Brigada australiana (general de brigada Savige)
  - 2/5 batallón (tras el 6 de abril)
  - 2/6 batallón (tras el 6 de abril)
  - 2/7 batallón (tras el 6 de abril)
- 19.ª Brigada australiana (general de brigada George Vasey)
  - 2/4 batallón (3 de abril)
  - 2/8 batallón (3 de abril)
  - 2/11 batallón (tras el 6 de abril)

#### 2.ª División neozelandesa(generalBernard Freyberg)
- 4.ª brigada neozelandesa (general de brigada Edward Puttick)
  - 18º Batallón (del 7 al 9 de marzo)
  - 19.º Batallón (del 15 al 17 de marzo)
  - 20.º Batallón (del 15 al 17 de marzo)
- 5.ª Brigada neozelandesa (general de brigada James Hargest)
  - 21.er Batallón (29 de marzo)
  - 22.º Batallón (29 de marzo)
  - 23.er Batallón (27 de marzo)
  - 28.º Batallón Maorí (27 de marzo)
- 6.ª Brigada neozelandesa (general de brigada Harold Barrowclough)
  - 24º Batallón (18 de marzo)
  - 25º Batallón (18 de marzo)
  - 26º Batallón (21 de marzo)

#### 1.ª Brigada blindada británica(General de brigadaHarold Vincent Spencer Charrington)
- 3º Regimiento real de carros de asalto (del 10 al 12 de marzo)
- 4º Regimiento de húsares (carros ligeros) (del 10 al 12 de marzo)
- 1º Batallón de rangers (del 15 al 17 de marzo)

#### Brigada Autónoma de Cazadores de los Cárpatos(Polonia)
Esta Brigada fue destinada al combate en Grecia, pero fue finalmente mantenida en Egipto para combatir contra las tropas de Erwin Rommel

### Fuerzas griegas (generalAlexander Papagos)
Ejército del Epiro (general Ioannis Pitsikas)
- 1.er Ejército griego (general Panagiotis Demestihas)
  - 2.ª División de infantería griega
  - 3.ª División de infantería griega
  - 8.ª División de infantería griega

Ejército de Macedonia occidental (general Geórgios Çolakoğlu)
- - 4.ª División de infantería griega
  - 11.ª División de infantería griega
  - 13.ª División de infantería griega
  - 16.ª División de infantería griega
  - 17.ª División de infantería griega
  - 21.ª Brigada de reserva
- 2.º Ejército griego (general Papadopoulos)
  - 1.ª División de infantería griega
  - 5.ª Brigada de infantería
  - División de caballería
- 3.er Ejército griego (general Geórgios Çolakoğlu)
  - 9.ª División de infantería griega
  - 10.ª División de infantería griega
  - 15.ª División de infantería griega

Ejército de la Macedonia central (general Kotoulas)
- - 12.ª División de infantería griega
  - 19.ª División de infantería griega
  - 20.ª División de infantería griega

Ejército de la Macedonia oriental (general Konstantinos Bakopoulos)
- - 7.ª División de infantería griega
  - 14.ª División de infantería griega
  - 18.ª División de infantería griega
  - Brigada Nestos
  - Brigada Evros